# Pic Crestone
Pour les articles homonymes, voir Crestone.
Ne doit pas être confondu avec Aiguille Crestone.
Le pic Crestone, en anglais Crestone Peak, est un sommet montagneux américain dans le comté de Saguache, au Colorado. Il culmine à 4 357 mètres d'altitude dans le groupe des Crestones dans le chaînon Sangre de Cristo. Il est protégé au sein de la forêt nationale de Rio Grande et de la Sangre de Cristo Wilderness.